# Lacus Timoris

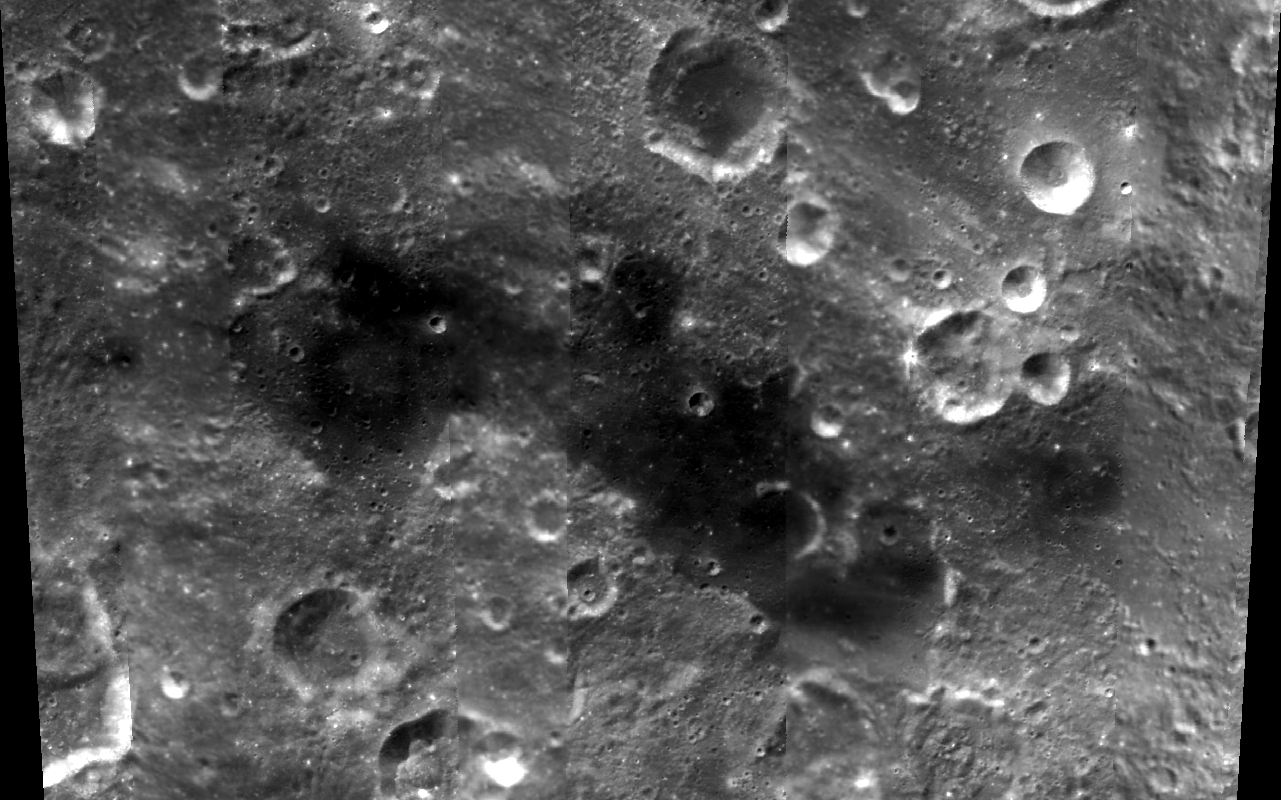
Lacus Timoris.

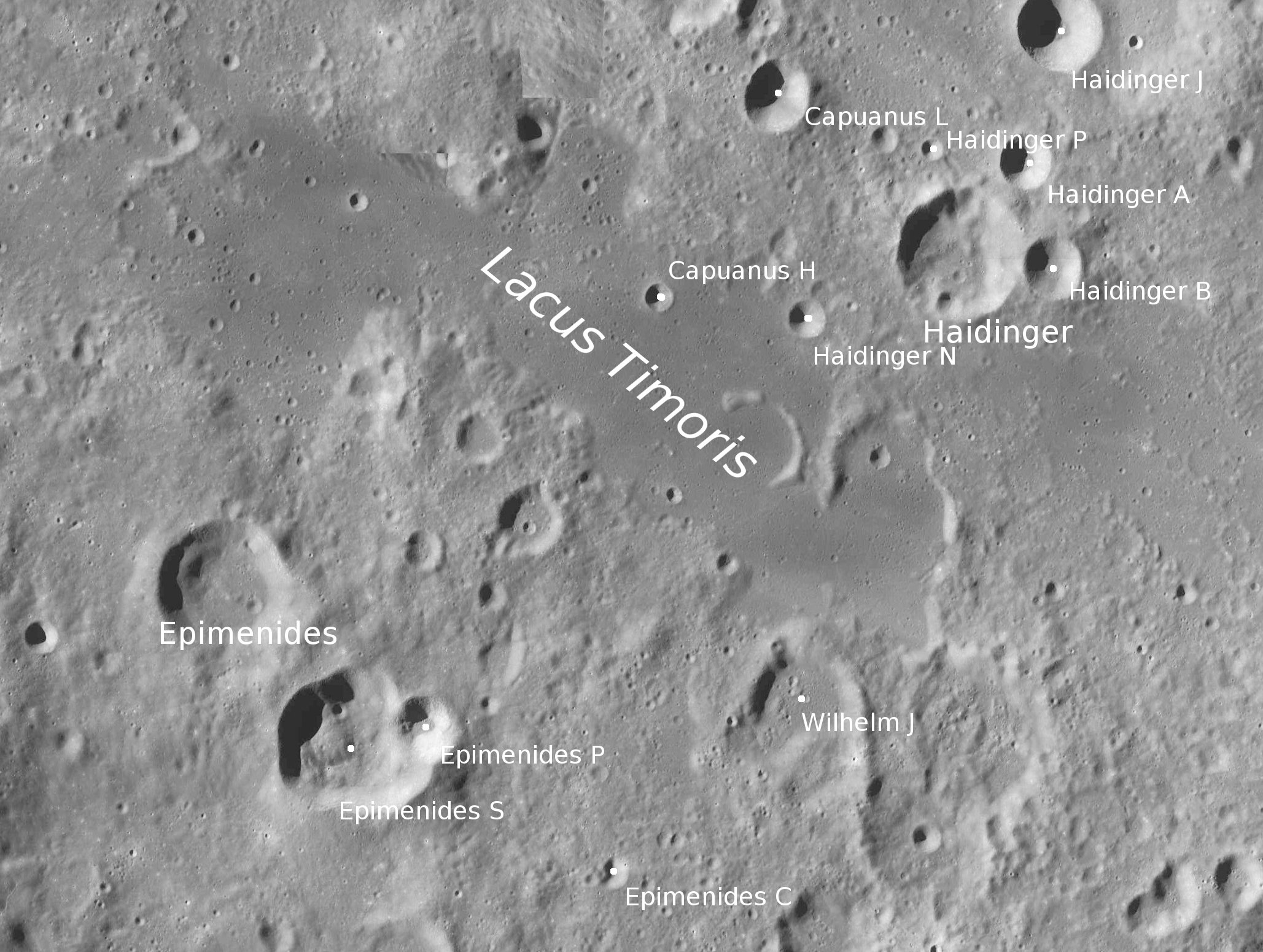
Poloha Lacus Timoris.

Lacus Timoris (česky Jezero strachu) je protáhlé měsíční moře s nepravidelným okrajem jižně od bažiny Palus Epidemiarum (Bažina epidemií) na přivrácené straně Měsíce, které má nejdelší rozměr cca 130 km. Střední selenografické souřadnice jsou 39,4° J a 28,0° Z. Mezinárodní astronomická unie jej pojmenovala v roce 1978.
Je obklopeno horskými masivy, na východě leží kráter Haidinger. U jižního okraje se nachází kráter Epimenides.